# 김은경 (정치인)
김은경(金恩京, 1956년 6월 9일 ~ )은 환경부 블랙리스트 사건으로 실형을 선고 받고 복역한 인물이며, 문재인 정부에서 환경부 장관을 지냈다.

## 생애
1991년 낙동강 페놀 오염 사건 당시 시민대표로 활동하였다. 1995년 노원구 의원과 1998년 서울시의회 의원에 당선되었다. 2004년 대통령 민원제안비서관을 지냈으며, 2005년에는 대통령 제도개선비서관을 겸임하였다. 2006년부터 2007년까지 대통령 지속가능발전비서관을 지냈다.
문재인 정부에서 2017년 6월 11일 환경부 장관 후보자로 지명되었고, 7월 3일 국회 인사청문회에서 청문보고서가 채택되었으며, 7월 4일 정식 임명되어 업무를 시작하였고, 2018년 11월 임기를 마쳤다.

## 논란

### 환경부 블랙리스트 의혹
2018년 12월부터 환경부 블랙리스트 의혹과 관련해 고발이 접수되어 수사하던 검찰은 청와대와 환경부가 과거 정부에서 임명된 환경부 산하기관 임원 등의 사퇴를 종용한 과정에서 핵심적인 역할을 한 김은경에 대해 2019년 3월 22일 직권남용 권리행사방해 혐의를 적용해 사전구속영장을 청구했으나, 법원은 "객관적인 물증이 다수 확보돼 있고, 피의자가 이미 퇴직해 관련자들과 접촉하기 쉽지 않아 증거 인멸 우려가 없다"면서 기각하였다. 구속영장을 기각한 서울동부지방법원이 "공공기관 주요 보직자의 사퇴 동향을 살핀 점이 현행법에 저촉할 우려가 있더라도, 적폐청산이 최대현안이던 탄핵 정국의 특수성을 감안하면 고의로 법을 어겼다고 보기 어렵다"는 비공개 결정문이 보도되면서 논란이 있었다.
2019년 4월 25일 균형인사비서관이었던 신미숙과 함께 환경부 산하 공공기관 임원들의 명단을 만들고 동향파악을 지시하는 등 전 정권 인사를 축출하기 위한 '블랙리스트'를 작성했다는 의혹과 2017년12월 ~ 2018년 1월 환경부 공무원을 시켜 전 정권에서 임명된 산하 공공기관 임원 15명에게 "사표를 제출하라"고 요구한 혐의, 환경부 산하 기관 인사를 선발할 때 청와대 내정 후보자가 탈락하자 관계자 등을 불러 추궁하며 인사에 부당하게 개입한 의혹 등으로 3000건의 증거와 함께 불구속기소하였으나 재정합의부를 거쳐 합의부 사건으로 재배당되었다.(서울중앙지방법원2020고합340)
법원은 1차 공판준비기일에서 김은경 장관의 지시를 이행한 직원들이 ‘어떤’ 공범인지 여부를 명확하게 밝혀달라고 요청했지만 검찰은 "간접정범으로 보고 기소했다"며 "공범을 특정하지 않은 것은 아니"라고 했지만 재판부는 "다음 기일까지 공범을 정리해 달라"고 했으며 2차공판준비기일에도 "피고인이 직접 실행하지 않은 행위 부분에 대해서는 피고인들 간 광의의 공범관계를 공소장에 특정해 달라"고 다시요청하면서 무죄나 공소기각 가능성을 언급했다.
공판에서 검찰은 이번 사건 본질을 "산하기관 임원 선정에 있어서 인사권과 업무지휘권을 가진 피고인들이 적극 나서서 채용비리를 저지른 사건"이라고 규정하면서 신미숙 전 비서관이 2017년 7월 "전 정부에서 정치적으로 임명된 사람을 우선 교체 대상으로 하라"고 환경부에 지시하자 김은경은 2017년 6월 ~ 2018년 11월 환경부 산하 공공기관 임원들의 명단을 만들고 2018년 12월 산하 공공기관 임원 13명에 대한 일괄사표 제출 계획을 본격 실행하면서 사표 미제출자에 대해 표적감사를 해 사표를 받아낸 사실, 정권 추천자가 임원추천위원회를 통과하도록 다른 지원자들과 차별한 사실 등과 함께
청와대 추천 인사가 2018년 한국환경공단 상임감사 직위에서 탈락하자 책임을 물어 직원에게 반성문 형태의 소명서를 쓰게 하는 등 불이익을 주면서 탈락한 인사를 환경부 유관기관인 그린에너지개발회사 대표로 취임하도록 도운 사실을 밝혔으나 김은경은 공소사실을 부인하면서 "이 사건의 경우 정권교체 시기에 있던 일로, 전 정권과 이번 정권 성격이 달라서 정부 정책은 상당히 많이 변화됐다"며 "장관 등과 함께 발맞춰 업무를 해나갈 산하 공공기관 인사에 대해 이런 인사, 경력, 의지 등이 있는 분이 됐으면 좋겠다는 의견을 제시하고 반영하는 게 올바르지 않을까 생각한다'고 말했다.
재판부는 재판을 마무리하면서 "검찰은 주위적 공소사실에 환경부 직원들을 간접정범으로 넣었는데, 이 주위적 공소사실에는 세 가지 문제가 있어 큰 의미가 없어 보인다"며 "예비적 공소사실에 있는 것처럼 공동정범으로 심리해야 할 것 같다"고 하면서 "만일 이분들을 기소 안 하면 선별적 기소라는 비난을 받을 것 같은데, 법은 누구에게나 공평하게 실현되는 것 아니겠는가"라며 판사의 뜻을 밝혔다.

## 학력
- ~ 1969년: 서울숭덕국민학교 졸업
- ~ 1972년: 동구여자중학교 졸업
- ~ 1975년: 중경고등학교 졸업
- ~ 1982년: 고려대학교 경영대학 경영학 학사[4]
- 서울시립대학교 대학원 도시행정학 석사
- 고려대학교 대학원 디지털경영학 박사

## 경력
- 1982년 2월 ~ 1988년 7월: 한국외환은행 근무
- 1991년 인하대학교 겸임교수
- 1991년 ~ 1995년 민주당 서울특별시 지부 노원구 갑 지구당 환경위원장
- 1991년 ~ 1995년 민주당 서울특별시 지부 노원구 갑 지구당 지방자치발전협의회 중계2동 지역회장
- 1994년 한국여성민우회 환경위원장
- 1995년 한국여성단체연합 지방자치발전특별위원회 위원
- 1995년 7월 ~ 1998년 4월: 제2대 서울특별시 노원구의회 의원(민선 1기, 서울 노원구 중계2동, 무소속, 초선)
- 1998년 7월 ~ 2002년 6월: 제5대 서울특별시의회 의원(민선 2기, 서울 노원구 제2선거구, 새정치국민회의→새천년민주당, 초선)
- 1998년 ~ 2000년: 새정치국민회의 서울특별시 지부 노원구 갑 지구당 부위원장
- 2000년 ~ 2003년 : 새천년민주당 시민사회특별위원회 부위원장
- 2000년 ~ 2003년 : 새천년민주당 지방자치위원회 정책위원
- 2002년 10월 ~ 2002년 12월: 제16대 대통령 선거 새천년민주당 노무현 대통령후보 선거대책본부 환경특보
- 2003년 1월 ~ 2003년 2월: 노무현 대통령직인수위원회 환경 전문위원
- 2003년 6월 ~ 2004년: 대통령자문 정책기획위원회 위원
- 2004년 2월: 열린우리당 환경특별위원회 위원장
- 2004년 8월 ~ 2006년 3월: 대통령비서실 민원제안비서관
- 2006년 3월 ~ 2008년 2월: 대통령비서실 지속가능발전위원회 비서관
- 2006년 3월 ~ : 한국외국어대학교 법학전문대학원 교수
- 금융감독원 제재심의위원회 위원
- 한국도핑방지위원회 부위원장
- 자동차손해배상진흥원 비상임이사
- 금융위원회 옴부즈만
- 대한법률구조공단 비상임이사
- 대통령 직속 정책기획위원회 위원
- 금융감독원 금융분쟁조정위원회 조정위원
- 법무부 정책연구심의위원회 위원
- 국토교통부 채권정리위원회 위원
- 금융위원회 법령해석심의위원회 위원
- 한국소비자원 분쟁조정위원회 조정위원
- 금융위원회 공적자금관리위원회 매각소위 위원
- 국토교통부 공제분쟁조정위원회 조정위원
- 한국외국어대학교 교수협의회 회장
- 금융감독원 금융분쟁조정위원회 전문위원
- 금융위원회 보험산업 경쟁혁신 TF 위원
- 법무부 상법특별위원회 상법개정위원
- 2017년 7월 ~ 2018년 11월 : 제17대 환경부 장관
- 2020년 3월 ~ 2023년 3월 : 금융감독원 금융소비자보호처 처장, 부원장
- 2023년 6월 ~ 2023년 8월 : 더불어민주당 혁신위원회 위원장
- 2025년 6월 ~ : 국정기획위원회 경제1분과 위원

## 역대 선거 결과
|  | 57.68% |

|  | 55.78% |

|  | 44.25% |

## 소속 정당
| 소속 정당 | 소속 정당      | 소속 기간 | 비고      |
| --------- | -------------- | --------- | --------- |
|           | 민주당         | 1991~1995 | 정계 입문 |
|           | 무소속         | 1995~1998 | 탈당      |
|           | 새정치국민회의 | 1998~2000 | 입당      |
|           | 새천년민주당   | 2000~2003 | 합당      |
|           | 무소속         | 2003      | 탈당      |
|           | 열린우리당     | 2003~2007 | 창당      |
|           | 대통합민주신당 | 2007~2008 | 합당      |
|           | 통합민주당     | 2008      | 합당      |
|           | 민주당         | 2008~2011 | 당명 변경 |
|           | 민주통합당     | 2011~2013 | 합당      |
|           | 민주당         | 2013~2014 | 당명 변경 |
|           | 새정치민주연합 | 2014~2015 | 합당      |
|           | 더불어민주당   | 2015~현재 | 당명 변경 |